# Туристичка организација општине Бела Црква
| Туристичка организација општине Бела Црква |                                    |
|                                            |                                    |
| Оснивач:                                   | Општина Бела Црква                 |
| Основана:                                  | 2003.                              |
| Директор                                   | Новица Јовановић                   |
| Седиште:                                   | Пролетерска 2, · Бела Црква Србија |
| Веб презентација                           | www.belacrkvato.org/               |
| Контакт:                                   | 013/851-777                        |

Туристичка организација општине Бела Црква је основана 2003. године одлуком Скупштине општине Бела Црква.
Туристичка организација Општине Бела Црква се бави промовисањем туризма у општини Бела Црква. Поред ове основне делатности која укључује посете сајмовима туризма и других манифестација на којима привлачи и промовише Белоцрквански туризам у другим општинама и државама, задаци организације су и развијање самих услуга и проширење садржаја које гостима треба понудити.
Туристичко информативни центар почео је са радом 2012. године улици 1. октобра бр. 49.